# 查理定律

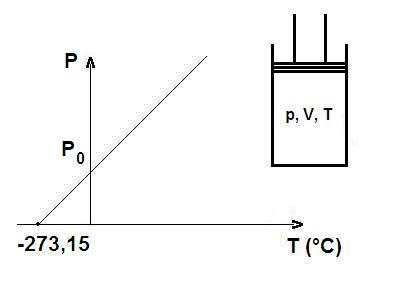
查理定律的压力-摄氏温度关系图

查理定律（英語：Charles's law，或譯查爾斯定律），又稱查理-給呂薩克定律，是法國化學家約瑟夫·路易·給呂薩克在1802年發布，但他參考了雅克·查理的研究，故後來該定律多稱作查理定律。

## 定律概念
當压力不变时，理想氣體的体积和温度成正比，即温度每升高（或降低）1°C，其体积也随之增加（或减少）。在數十年後，物理学家魯道夫·克勞修斯和开尔文男爵建立了热力学第二定律，并提出了热力学温标（即绝对温标）的概念，后来，查理定律被表述为：压强恒定时，一定量气体的体积（{\displaystyle V}）与其温度（{\displaystyle T}）成正比。其数学表达式为：
{\displaystyle V\propto T}
此處的{\displaystyle T}為绝对温标。依以上查理定律，一氣體在攝氏{\displaystyle t}度的體積{\displaystyle V_{t}}和其溫度{\displaystyle t}、及其在攝氏0度的體積{\displaystyle V_{0}}有以下關係：
{\displaystyle V_{t}=V_{0}\left(1+{\frac {t}{273}}\right)}
1787年，查理藉由研究氧、氮、氫、二氧化碳以及空氣等在0°C與100°C間熱膨脹的情形，發現每種氣體的膨脹率都相同。當壓力維持一定時，定量氣體溫度每升高（或降低）1°C，其體積會增加（或減少）其在0°C時體積的{\displaystyle {\frac {1}{267}}}。（1847年法國化學家亨利·維克托·勒尼奧修正為{\displaystyle {\frac {1}{273.15}}}）。